# NGC 2839
NGC 2839 (również PGC 26425) – galaktyka eliptyczna (E-S0), znajdująca się w gwiazdozbiorze Rysia. Odkrył ją 13 marca 1850 roku George Stoney – asystent Williama Parsonsa. Jest to galaktyka z aktywnym jądrem typu LINER.
W galaktyce tej zaobserwowano supernową SN 2009mx.